# Театрофон

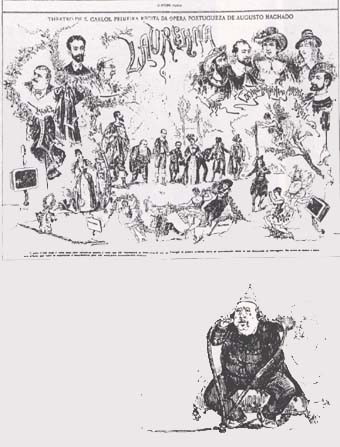
Театрофон, рисунок 1884 года

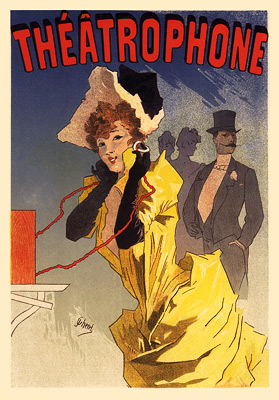
Театрофон, рисунок 1892 года

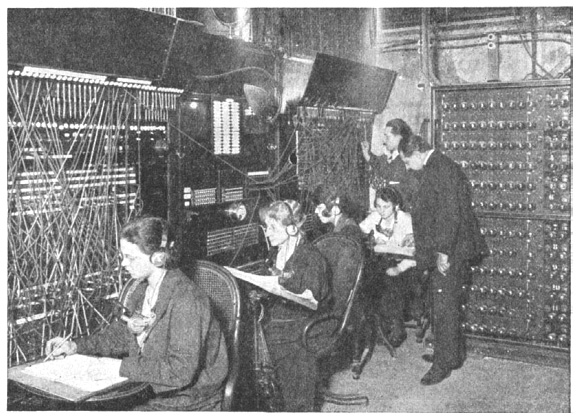
Центральный распределительный щит Teatrophone (1925)

Театрофон (франц.: Théâtrophone) — система Клемента Адера (Clément Ader) для стереофонической передачи оперных и театральных представлений через телефон. Он был впервые представлен в Париже в 1881 году. Коммерческое производство театрофона продолжалось в Париже с 1889 по 1936 год, с предложением передачи церковных богослужений (Gottesdiensten) и последних новостей. Таким образом Театрофон стал техническим предшественником радиотрансляций. Другие предприниматели переименовывали технические и рыночные модели театрофона. Таким образом, эта система стала известна в Великобритании в 1895 году под названием электрофон, который был распространён, в основном, в 1910-е годы и был весьма успешным.